# Målgruppeanalyse
En målgruppeanalyse, er en undersøgelse der har til formål at afdække forventninger, behov eller præferencer hos de intenderede modtagerne af et produkt, en publikation eller anden frembringelse. Målgruppeanalysens formål kan f.eks. være at afdække i hvilket omfang der er et behov for produktet, hvordan produktet skal udformes i detaljer for at få den ønskede modtagelse i målgruppen, hvilken og hvor meget kommunikation der bør være til målgruppen for at produktet får den ønskede modtagelse osv.

## Metoder og teori
Målgruppeanalyser trækker ofte på klassiske undersøgelsesmedtoder fra de sociale og humanistiske videnskaber for at nå frem til de nødvendige data. Således er spørgeskemaer, fokusgrupper og andre former for interviews hyppigt anvendt sammen med forskellige statistiske metoder.
Af og til anvendes også f.eks. socialvidenskabelig teori til at forklare observationer eller fremskrive en udvikling.

## Samspil med udviklingen af produktet
En klassisk udfordring i forbindelse med målgruppeanalyser er at sikre et optimalt samspil med udviklingen af produktet. Udfordringen er ofte at have et konkret produkt at indsamle udsagn om fra målgruppen contra at indsamle udsagn på et tidspunkt i produktudviklingen der er så tidligt som muligt, så flest mulige forhold vedrørende produktet stadig står til at ændre.
Blandt metoderne til at overvinde denne udfordring kan nævnes at anvende tidlige versioner af produktet, prototyper, skitser, kladder eller lignende til at få kommentarer fra repræsentanter fra målgruppen. En ofte anvendt metode kan også være at dele målgruppeanalysen op i flere mindre trin, som afvikles efterhånden som produktudviklingen skrider frem. Derved kan det sikres at der indsamles data fra målgruppen på et så konkret grundlag som muligt, samtidig med at der produceres viden på et så tilpas tidligt tidspunkt i produktudviklingen, at det stadig er muligt at foretage omfattende ændringer i produktet uden uacceptable meromkostninger.